# Epharmottomena gorgonula
Epharmottomena gorgonula là một loài bướm đêm trong họ Noctuidae.